# Oliver Fix
Oliver Fix (Augsburgo, 21 de junio de 1973) es un deportista alemán que compitió en piragüismo en la modalidad de eslalon.
Participó en los Juegos Olímpicos de Atlanta 1996, obteniendo una medalla de oro en la prueba de K1 individual. Ganó dos medallas de oro en el Campeonato Mundial de Piragüismo en Eslalon de 1995, en las pruebas de K1 individual y K1 por equipos.

## Palmarés internacional
| Juegos Olímpicos   | Juegos Olímpicos         | Juegos Olímpicos | Juegos Olímpicos |
| Año                | Lugar                    | Medalla          | Competición      |
| ------------------ | ------------------------ | ---------------- | ---------------- |
| 1996               | Atlanta (Estados Unidos) | Medalla de oro   | K1 individual    |
| Campeonato Mundial |                          |                  |                  |
| Año                | Lugar                    | Medalla          | Competición      |
| 1995               | Nottingham (Reino Unido) | Medalla de oro   | K1 individual    |
| 1995               | Nottingham (Reino Unido) | Medalla de oro   | K1 por equipos   |